# Куклювка-Зажечна
Куклювка-Зажечна (пол. Kuklówka Zarzeczna) — село в Польщі, у гміні Радзейовиці Жирардовського повіту Мазовецького воєводства.
Населення — 265 осіб (2011).
У 1975-1998 роках село належало до Скерневицького воєводства.

## Демографія
Демографічна структура станом на 31 березня 2011 року:
|          | Загалом | Допрацездатний вік | Працездатний вік | Постпрацездатний вік |
| -------- | ------- | ------------------ | ---------------- | -------------------- |
| Чоловіки | 128     | 29                 | 82               | 17                   |
| Жінки    | 137     | 24                 | 83               | 30                   |
| Разом    | 265     | 53                 | 165              | 47                   |